# Celestien
Het mineraal celestien of celestiet is een strontium-sulfaat en heeft als chemische formule SrSO4.

## Eigenschappen
Celestien komt zowel voor als aparte kristallen als in compacte, massieve en vezelachtige vormen. De hardheid is 3 en de gemiddelde dichtheid is 3,95. Het is niet radioactief.

## Naam
Het mineraal is genoemd naar het Latijnse woord caelestinus, dat "hemels" betekent.

## Voorkomen
Het wordt hoofdzakelijk gevonden in sedimentaire gesteenten, en in evaporieten samen voorkomend met de mineralen gips, anhydriet en haliet.
Het mineraal wordt over de hele wereld gevonden, gewoonlijk in kleine hoeveelheden. Zwak blauwe kristallen worden gevonden in de Sakoany Mijn, Vallée de la Sofia, Mahajanga Provincie in Madagaskar. In Nederland komt celestiet voor in de Steengroeve Winterswijk.

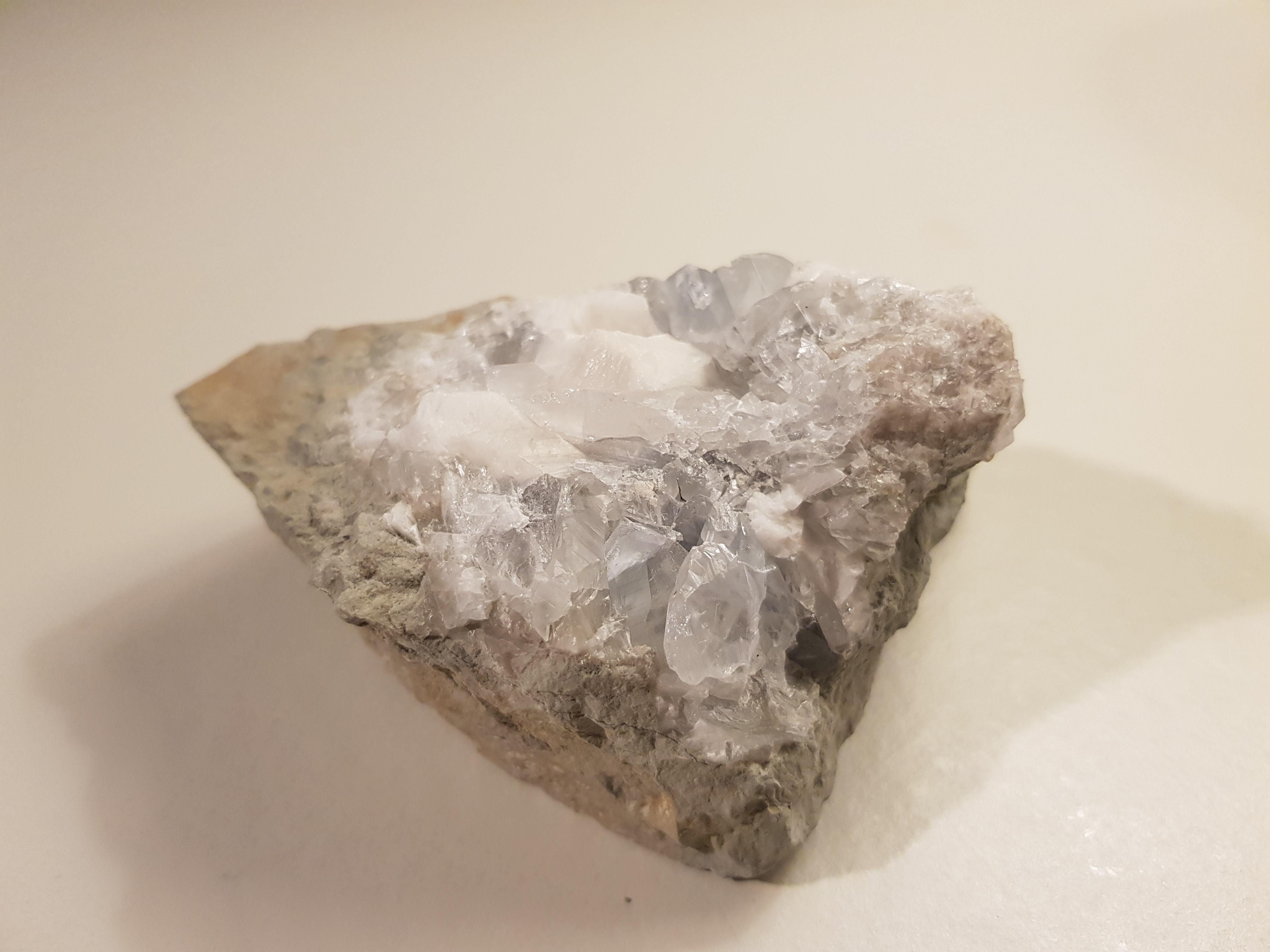
Celestien (doorschijnend) en calciet (wit) uit de Steengroeve Winterswijk
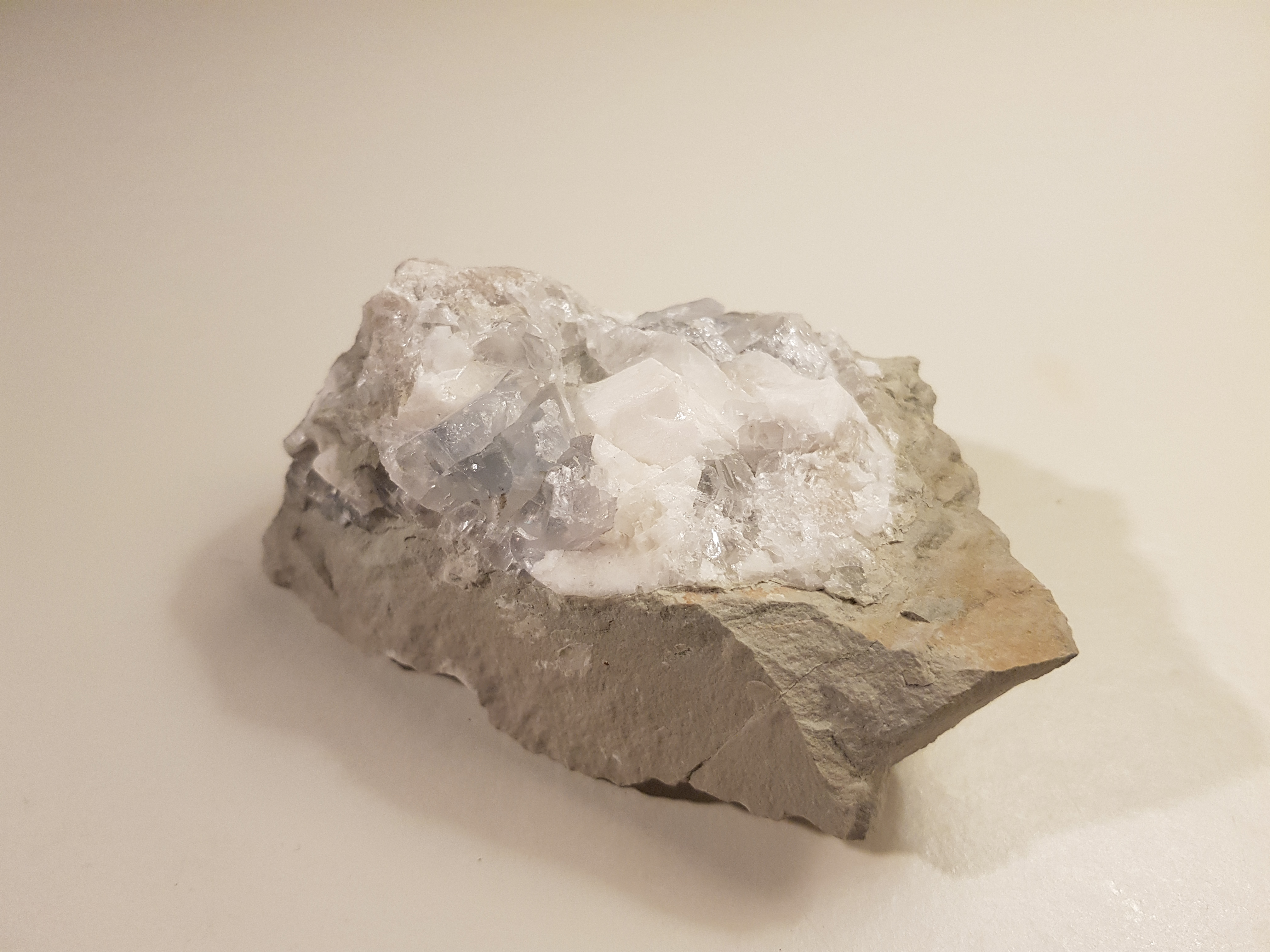
Idem
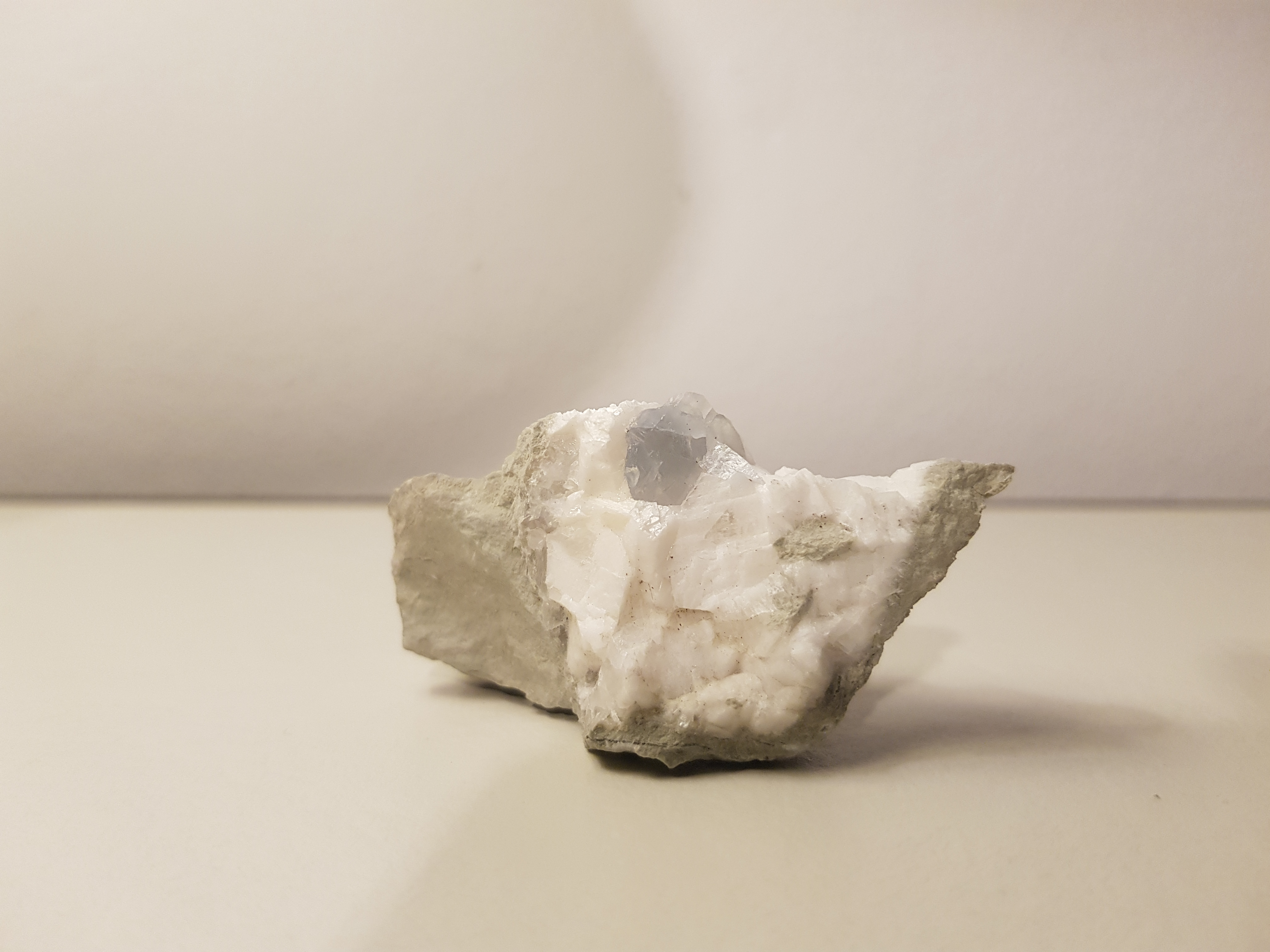
Idem